# 小野剛 (サッカー指導者)
小野 剛（おの たけし、1962年8月17日 - ）は、千葉県出身のサッカー指導者。

## 来歴

### 初期
千葉県立船橋高等学校、筑波大学体育専門学群卒業。大学の2年先輩に松田浩、1年先輩に風間八宏・鈴木淳・望月一頼がいる。筑波大学蹴球部4年間をCかDチーム（3ないし4軍）で過ごし、大学4年時には蹴球部副キャプテンを務めた。
1988年、筑波大大学院体育研究科修士課程修了、1990年まで筑波大助手兼サッカー部コーチを務めた。1990年から1996年まで成城大学法学部専任講師を務め、その間成城大サッカー部コーチや東京都学生選抜および関東大学選抜コーチなどを経験した。1994年から1年間、リバプール・ジョン・ムーア大学客員研究員を経験している。
よって小野には、プロのサッカー選手どころか実業団サッカーの経験もない。1994年全米サッカーコーチ協会(NSCAA)公認上級コーチライセンス、同年イングランドサッカー協会(FA)公認上級コーチライセンスを取得する。

### JFAスタッフ
小野が初めて日本サッカー協会(JFA)スタッフとなったのは筑波大助手時代の1988年｢カリキュラム委員会｣委員となってからである。以降、加藤久や田嶋幸三らと共に若年層強化を図る。
1996年、JFA技術委員を務めていた今西和男にスカウトされ、Jリーグのサンフレッチェ広島強化部コーチとして若年層指導者育成に尽力する。1997年、JFA 公認S級コーチライセンスを取得する。
1997年に日本代表監督に就任した岡田武史よりアシスタントコーチに指名される。1998 FIFAワールドカップにもコーチとして参加する。
その後はJFAおよび日本オリンピック委員会の若年層強化スタッフとして活躍する。1999年、西村昭宏率いるU-20日本代表のコーチに就任し、2002年のトゥーロン国際大会ではU-21日本代表ヘッドコーチ(U-23日本代表の暫定監督)として松井大輔・山瀬功治や阿部勇樹らを擁し3位入賞を果たす。

### サンフレッチェ広島
2002年9月、広島のヘッドコーチに就任。クラブはJ1残留争いをしていたが戦術が定まらず混迷していたため、同年10月監督の木村孝洋からヘッドコーチ職の小野に実質的な監督職として全権限が委任された。チームは立ち直った がそれまでの失った勝ち点が響き同年末にJ2に降格した。降格を受け木村は辞任、小野が正式に監督に昇格した。
J2へ降格したクラブを3年後にはJ1で優勝争いする目標を立て、森崎和幸や森崎浩司、駒野友一ら若手を中心に据え、その後佐藤寿人を補強するなど若返りに努めた。
2002年天皇杯ではベスト4入り。2003年末にはJ1復帰を果たす。2005年シーズン前半は一時期2位まで順位をあげるも、後半は息切れし最終的には7位で終了する。
2006年、ウェズレイや戸田和幸らJリーグでの実績を持つ選手を補強、若手の多いクラブに経験を注入させ更なる上位を目指すものの、チーム作りに失敗し、リーグ戦8試合を終了した時点で5敗3分の成績不振の引責をとり退団した。

### その後
2006年8月田嶋幸三の後を受け、JFA技術委員長に就任する。
2007年11月16日に脳梗塞で倒れたイビチャ・オシム日本代表監督の後任としてホルガー・オジェックらが候補に上がる中、旧知の仲である岡田武史に就任を打診し同年12月に正式契約を結んだ。
2009年2月、技術委員会の組織変更に伴い強化担当には原博実が就任し、小野は育成担当となった。小野が技術委員長時代の年代別日本代表は、U-17男・女、U-20女子、U-23(五輪代表)といずれも世界大会に出場するも、U-20男子だけは8大会ぶりに世界大会出場を逃している。2010年1月14日付けで、育成担当技術委員長及びJFA理事を退任した。
退任後は、2009年から就任しているFIFAインストラクター をこなしながら、テレビ解説の仕事をしていた。2010年12月にはベガルタ仙台フロントの内紛騒動の中で次期監督候補となっていた。
2011年末、岡田武史の指導者活動再開に際し杭州緑城を奨めた ことにより岡田は杭州監督に就任、その際岡田から副官として指名され2012年から杭州コーチとして支えることになった。この時の杭州は日本人スタッフを大量に登用しており、甲組(U-20)を小野・乙組(U-18)を石崎信弘が監督を務め、岡田・小野・石崎の尽力により、陳中流や石柯・謝鵬飛を含めた若い中国人選手を育てあげている。2013年末、小野を含めた杭州の日本人スタッフは全員退任した。
2014年、ロアッソ熊本監督に就任する。1年契約であったが、若手の登用を積極的に行い昨年から順位を6上げた手腕を評価され、2015年も継続して指揮を執ることになった。
2015年11月7日、熊本の男性スタッフの背中を踏み付けるなどの行為を行ったことについて、Jリーグよりクラブ及び小野に対して11月5日付で厳重注意処分を受けたと報じられた。クラブより続投要請を受けていたものの、目標を達成できなかったことと前述の事件に対する責任を取る形で辞退、2015年シーズン限りでの監督退任が11月25日に発表された。
2018年2月、日本サッカー協会技術委員会委員に就任。
2018年12月、FC今治の監督に就任した。日本フットボールリーグで13勝12分け5敗の成績を収め、3位でチームをJ3昇格に導いたが、2019年12月7日に退任が発表された。
2020年1月16日日本サッカー協会技術委員復帰が発表された。

## 指導歴
- 1988年 - 1990年  筑波大学体育センター 助手
- 1990年 - 1996年  成城大学法学部 専任講師
- 1994年 - 1995年  リヴァプール・ジョン・ムーア大学 客員研究員
- 1995年 - 1997年  日本サッカー協会 強化委員会委員
- 1996年 - 1997年  サンフレッチェ広島 強化部
- 1997年 - 1998年  日本代表 コーチ
- 1999年 - 2002年  日本サッカー協会 ユースダイレクター
  - 1999年 - 2001年  U-20日本代表 コーチ
  - 2002年  U-21日本代表 ヘッドコーチ
- 2002年 - 2006年  サンフレッチェ広島 監督
- 2006年 - 2010年  日本サッカー協会 技術委員長
- 2009年 - 2011年 FIFAインストラクター
- 2012年 - 2013年  杭州緑城足球倶楽部 トップチームヘッドコーチ / 甲組監督
- 2014年 - 2015年  ロアッソ熊本 監督
- 2017年 -   FC今治
  - 2017年 - 2018年 育成コーチ
  - 2019年 -  監督育成コーチ
- 2018年 - 2019年1月  日本サッカー協会 技術委員会委員

## 監督成績
| 年度 | チーム | 所属 | 大会名 | 順位 | 勝点 | 試合 | 勝 | 分 | 敗 | Jリーグカップ  | 天皇杯     |
| ---- | ------ | ---- | ------ | ---- | ---- | ---- | -- | -- | -- | -------------- | ---------- |
| 2002 | 広島   | J1   | -      | -    | -    | -    | -  | -  | -  | -              | ベスト4    |
| 2003 | 広島   | J2   | -      | 2位  | 86   | 44   | 25 | 11 | 8  | -              | 4回戦敗退  |
| 2004 | 広島   | J1   | 1st    | 13位 | 15   | 15   | 3  | 6  | 6  | 予選リーグ敗退 | 4回戦敗退  |
| 2004 | 広島   | J1   | 2nd    | 11位 | 16   | 15   | 3  | 7  | 5  | 予選リーグ敗退 | 4回戦敗退  |
| 2004 | 広島   | J1   | 年間   | 12位 | 31   | 30   | 6  | 13 | 11 | 予選リーグ敗退 | 4回戦敗退  |
| 2005 | 広島   | J1   | -      | 7位  | 50   | 34   | 13 | 11 | 10 | 予選リーグ敗退 | 5回戦敗退  |
| 2006 | 広島   | J1   | -      | 18位 | 3    | 8    | 0  | 3  | 5  | 予選リーグ敗退 | -          |
| 2014 | 熊本   | J2   | -      | 13位 | 54   | 42   | 13 | 15 | 14 | -              | 2回戦敗退  |
| 2015 | 熊本   | J2   | -      | 13位 | 53   | 42   | 13 | 14 | 15 | -              | 3回戦敗退  |
| 2019 | 今治   | JFL  | -      | 位   |      |      |    |    |    | -              | 県予選敗退 |

- 2002年は天皇杯から指揮。
- 2005年シーズンより、1st,2ndステージ制を廃止し、1シーズン制を採用している。
- 2005年シーズンより、J1チームは16チームから18チームに拡大された。
- 2006年は途中解任（数値は解任時の数値）。

## 参考資料
- “プロフィール”.   （株）ボランチ. 2013年11月29日閲覧。
- “小野剛氏のヘッドコーチ就任について”.   サンフレッチェ広島 (2002年9月4日). 2002年12月26日時点のオリジナルよりアーカイブ。2013年11月29日閲覧。

## 関連情報
著書
- 『世界に通用するプレーヤー育成のためのクリエイティブサッカー・コーチング』、1998年12月、大修館書店、ISBN 4469264016
- 『フランスサッカーのプロフェッショナルコーチング』(今井純子との共同翻訳、ジェラール・ウリエ/ジャック・クルボアジェ（フランス語版）著)、2000年11月、大修館書店、ISBN 4862550371
- 『サッカースカウティングレポート 超一流のゲーム分析』、2010年2月、カンゼン、ISBN 4469264016
- 『サッカープレーヤーズレポート 超一流の選手分析術 』、2010年12月、カンゼン、ISBN 4862550851
- 『8人制ジュニアサッカーバイブル―ルール・練習法・ゲーム…etc.すべてがわかる!』、2011年3月、学研パブリッシング、ISBN 4054048994

映像
- 『Soccer Coaching Bible』全10巻
- 『The Soccer Star Part II』全3巻